# Ligas Superiores
Las Ligas Superiores fueron un grupo selecto de clubes de cada departamento, que se enfrentaban solamente entre sí y arrojaban un campeón y un subcampeón que accedían directamente a jugar la Etapa Departamental de la Copa Perú.

## Historia
En 2004 la Federación Departamental de Lambayeque creó de manera experimental la Liga Superior de Lambayeque con doce equipos participantes: Deportivo Pomalca, José Pardo, Universidad de Chiclayo, San Lorenzo, Rayos X-Medicina, Mariscal Sucre de Ferreñafe, Defensor Chongoyape, Sport Victoria de Túcume, Unión Juventud, Unión Tumán, Independiente de La Victoria y Deportivo Cachorro de Motupe. Terminado el torneo el primer campeón fue Universidad de Chiclayo que clasificó a la Etapa Departamental. Al año siguiente la Federación Peruana de Fútbol emite la resolución Nº002-FPF-2005 que declara como oficiales los torneos siguientes de dicha Liga Superior.
En los demás departamentos las Ligas Superiores fueron creadas oficialmente en 2009. Ese año fueron nueve las Federaciones Departamentales que decidieron adoptar este formato: Arequipa, Ayacucho, Cajamarca, Huánuco, Lambayeque , Pasco, Piura, Puno y Tumbes.
En 2010, el departamento de Cusco y Callao adoptar su Liga Superior y la Federación Departamental de Ayacucho decidió la suspensión de la Liga Superior de Ayacucho para esta temporada 2010 por la falta de participantes y debido a que el torneo había perdido el interés de la temporada anteriores, debido a las buenas acciones de Inti Gas Deportes en la Primera División Peruana. Al año siguiente Ancash decidió crear su Liga Superior mientras que Arequipa, Cusco, Huánuco y Pasco dejaron de organizarla.
En 2023 sólo el Departamento de Piura mantienía activa su respectiva Liga Superior. Al año siguiente no fue implementada por lo que quedó discontinuado.

## Campeones

### Liga Superior de Áncash
| Temporada | Campeón                                                          | Subcampeón                              | Tercero                          |
| --------- | ---------------------------------------------------------------- | --------------------------------------- | -------------------------------- |
| 2011      | Universidad Nacional Santiago Antúnez de Mayolo (Huaraz, Huaraz) | Universidad San Pedro (Chimbote, Santa) | Unión Juventud (Chimbote, Santa) |

Otros equipos participantes:
| - Barrios Altos (, Carhuaz). - Cultural Casma (, Casma). - Deportivo Cushin (, Huari). | - Escuela de Minas (, Recuay). - Santa Rosa (Cátac, Recuay). - Juventud Tambo Real (, Santa). | - SiderPerú (Chimbote, Santa). - Sport Rosario (Huaraz, Huaraz). - Juventud La Unión (Chimbote, Santa). |

### Liga Superior de Arequipa
| Temporada | Campeón                               | Subcampeón                                  | Tercero                             |
| --------- | ------------------------------------- | ------------------------------------------- | ----------------------------------- |
| 2009      | Unión Minas (Orcopampa, Castilla)     | Juventus Corazón (Majes-Pedregal, Caylloma) | Deportivo TISUR (Mollendo, Islay)   |
| 2010      | Sportivo Huracán (Arequipa, Arequipa) | FBC Aurora (Arequipa, Arequipa)             | Atlético Mollendo (Mollendo, Islay) |

Otros equipos participantes:
| - Inclán Sport Club (Mollendo, Islay). - Social Deportivo Camaná (Camaná, Camaná). - FBC Piérola (Arequipa, Arequipa). | - Defensor Piérola (Camaná, Camaná). - Social Corire (Corire, Castilla). - Cerrito de Los Libres (Cayma, Arequipa)). | - Juvenil Andino (Cayma, Arequipa). - Saetas de Oro (La Joya, Arequipa). - Unión Salaverry (Uchumayo, Arequipa). |

### Liga Superior de Ayacucho
| Temporada | Campeón                                                                          | Subcampeón                                           | Tercero                       |
| --------- | -------------------------------------------------------------------------------- | ---------------------------------------------------- | ----------------------------- |
| 2008      | FC Pichari (Pichari, VRAEM) Archivado el 15 de marzo de 2017 en Wayback Machine. | Juventud Gloria filial Inti Gas (Ayacucho, Ayacucho) | Sport Churcampa (, Churcampa) |
| 2009      | Municipal de Huamanga (, Huamanga)                                               | Froebel Deportes Club (Ayacucho, Ayacucho)           |                               |

Otros equipos participantes:
| - Los Legendarios Morochucos (Los Morochucos, Cangallo). - Club Deportivo ElectroCentro/Productos del País (, Huanta). | - Deportivo Municipal (Anco, La Mar). - FC Huracán Fajardino (Huancapi, Víctor Fajardo). |

### Liga Superior de Cajamarca
| Temporada | Campeón                         | Subcampeón                                | Tercero                             |
| --------- | ------------------------------- | ----------------------------------------- | ----------------------------------- |
| 2009      | Deportivo Municipal (, Chota)   | Deportivo Municipal (Santa Cruz, Cutervo) | Los Inseparables (Cutervo, Cutervo) |
| 2010      | Comerciantes Unidos (, Cutervo) | Cultural Volante (Bambamarca, Hualgayoc)  | Deportivo Municipal (San Ignacio)   |
| 2011      | UTC (, Cajamarca)               | Cultural Volante (Bambamarca, Hualgayoc)  | Deportivo Municipal (, Chota)       |

Otros equipos participantes:
| - Deportivo El Inca (, Cajamarca). - Alianza Industrial (, Cajabamba). - Club Defensor Tembladera (, Contumazá). | - Unión San Ignacio (, San Ignacio). - Descendencia Michiquillay (, Cajamarca). - Defensor Morro Solar (Jaén, Jaén). | - Carniche (Cutervo, Cutervo). - Sport Universitario (, Cajamarca). |
- Mayor información y detalle:
  - Liga Superior de Cajamarca 2009.
  - Liga Superior de Cajamarca 2010.

### Liga Superior del Callao
| Temporada | Campeón                                                                           | Subcampeón                                      | Tercero                                     |
| --------- | --------------------------------------------------------------------------------- | ----------------------------------------------- | ------------------------------------------- |
| 2010      | Atlético Pilsen Callao (Dulanto)                                                  | José López Pasos (Carmen de la Legua - Reynoso) | Juventud La Perla (Bellavista y La Perla)   |
| 2011      | Atlético Pilsen Callao (Dulanto)                                                  | Adebami (Carmen de la Legua - Reynoso)          | Nuevo Callao (Carmen de la Legua - Reynoso) |
| 2012      | Juventud La Perla (Bellavista y La Perla)                                         | José Gálvez (Carmen de la Legua - Reynoso)      | Nuevo Callao (Carmen de la Legua - Reynoso) |
| 2013      | Márquez F.C. (Ventanilla)                                                         | Juventud La Perla (Bellavista y La Perla)       | Nuevo Callao (Carmen de la Legua - Reynoso) |
| 2014      | Adebami (Carmen de la Legua - Reynoso)] Juventud La Perla (Bellavista y La Perla) | No se disputó la final                          | Somos Aduanas (Bellavista y La Perla)       |
| 2015      | Juventud La Perla (Bellavista y La Perla)                                         | Somos Aduanas (Bellavista y La Perla)           | Atlético Chalaco (Callao)                   |

Otros equipos participantes:
| - Cultural Centella (Carmen de la Legua - Reynoso). | - Unión Deportiva Los Próceres (Ventanilla). | - América Callao (Callao). |

### Liga Superior de Cusco
| Temporada | Campeón                                                   | Subcampeón              | Tercero                         |
| --------- | --------------------------------------------------------- | ----------------------- | ------------------------------- |
| 2010      | Deportivo Municipal Convención (Santa Ana, La Convención) | Humberto Luna (, Calca) | Cienciano Junior (Cusco, Cusco) |

Otros equipos participantes:
| - Heraldos de Uchoccarcco (Uchoccarcco, Chumbivilcas). - Deportivo Municipal Espinar (Espinar, Espinar). - Deportivo Inka Ollantay (Ollantaytambo, Urubamba). - Estrella Juniors (Oropesa, Quispicanchi). | - Unión Pumacahuina (Sicuani, Canchis). - Atlético Universidad Andina (Wanchaq, Cusco). - Deportivo Municipal Yanaoca (Yanaoca, Canas). |

### Liga Superior de Huánuco
| Temporada | Campeón                                | Subcampeón                             | Tercero                              |
| --------- | -------------------------------------- | -------------------------------------- | ------------------------------------ |
| 2008      | Alianza Universidad (Huánuco, Huánuco) | León de Huánuco (Huánuco, Huánuco)     | Deportivo Municipal (Huácar, Ambo).  |
| 2009      | Alianza Universidad (Huánuco, Huánuco) | León de Huánuco (Huánuco, Huánuco)     | Lolo FC (Aucayacu, Leoncio Prado)    |
| 2010      | Bella Durmiente (, Leoncio Prado)      | Alianza Universidad (Huánuco, Huánuco) | Cosmos de Ripán (Ripán, Dos de Mayo) |

Otros equipos participantes:
| - Universidad Nacional Agraria de la Selva (Rupa Rupa, Leoncio Prado) - Unión Castillo Grande (, Leoncio Prado). - Señor de Chacos (San Rafael, Ambo). | - Unión Bambamarca (, Tocache, San Martín). - Unión Chaglla (Chaglla, Pachitea). - Deportivo Auragshay (Panao, Pachitea). |

### Liga Superior de Lambayeque
| Temporada | Campeón                                                                                              | Subcampeón                                      | Tercero                                         |
| --------- | --- | ----------------------------------------------- | ----------------------------------------------- |
| 2004      | Universidad de Chiclayo ( ,Chiclayo)                                                                 | Cachorro (Motupe)                               |                                                 |
| 2005      | Juan Aurich                                                                                          |                                                 |                                                 |
| 2006      | |                                                 |                                                 |
| 2007      | Cruzada Deportiva (Eten, Chiclayo)                                                                   | Deportivo Pomalca (Chiclayo, Chiclayo)          |                                                 |
| 2008      | Universidad Señor de Sipán (Chiclayo, Chiclayo) Archivado el 17 de marzo de 2017 en Wayback Machine. | Deportivo Pomalca (Chiclayo, Chiclayo)          | Universidad de Chiclayo                         |
| 2009      | Deportivo Pomalca (Chiclayo, Chiclayo)                                                               | Universidad de Chiclayo                         | Universidad Señor de Sipán (Chiclayo, Chiclayo) |
| 2010      | Deportivo Pomalca (Chiclayo, Chiclayo)                                                               | Universidad Señor de Sipán (Chiclayo, Chiclayo) | Defensor Cabrera (Íllimo, Lambayeque)           |
| 2011      | Los Caimanes (Etén, Chiclayo)                                                                        | Universitarios (Illimo, Lambayeque)             | Defensor Cabrera (Íllimo, Lambayeque)           |
| 2012      | Universidad Señor de Sipán (Chiclayo, Chiclayo)                                                      | Flamengo FC (José Leonardo Ortiz, Chiclayo)     | Unión Tumán (Tumán, Chiclayo)                   |
| 2013      | Universidad Señor de Sipán (Chiclayo, Chiclayo)                                                      | Willy Serrato (Pimentel, Chiclayo)              | Flamengo FC (José Leonardo Ortiz, Chiclayo)     |
| 2014      | La Nueva Alianza (Chiclayo, Chiclayo)                                                                | Cruz de Chalpón (Motupe, Ferreñafe)             | Flamengo FC (José Leonardo Ortiz, Chiclayo)     |
| 2015      | La Nueva Alianza (Chiclayo, Chiclayo)                                                                | Universidad Señor de Sipán (Chiclayo, Chiclayo) | Alianza Vista Alegre (Oyotún, Chiclayo)         |
| 2016      | Juan Aurich (Chongoyape, Chiclayo)                                                                   | La Nueva Alianza (Chiclayo, Chiclayo)           | Universidad Señor de Sipán (Chiclayo, Chiclayo) |

Otros equipos participantes:
| - Independiente (Monsefú, Chiclayo). - Invencibles FC (Mochumí, Lambayeque). - Rayos X Medicina (Chiclayo, Chiclayo). - Mariscal Sucre (, Ferreñafe). - Defensor Chongoyape (Chongoyape, Chiclayo). - Sport Victoria (Túcume, Lambayeque). | - Defensor Pueblo Nuevo (Mochumí, Lambayeque). - Juan Aurich Pastor (Pítipo, Ferreñafe). - Los Íntimos (Chiclayo, Chiclayo). - Universidad Santo Toribio de Mogrovejo (, Chiclayo). - Dínamo FBC (Chiclayo, Chiclayo). - Sport José Pardo (Tumán, Chiclayo). - Juventud La Joya (Lambayeque, Lambayeque). | - San Lorenzo de Almagro (Chiclayo, Chiclayo). - Sport Boys Tumán (Tumán, Chiclayo). - Construcción Civil (, ). - Universitario de Tongorrape (Motupe, Lambayeque). - Defensor España (, ). - Defensor Monsefú (Monsefú, Chiclayo). |

### Liga Superior de Pasco
| Temporada | Campeón                                                  | Subcampeón                           | Tercero                           |
| --------- | -------------------------------------------------------- | ------------------------------------ | --------------------------------- |
| 2009      | Deportivo Municipal (Yanahuanca, Daniel Alcides Carrión) | Unión Minas (Cerro de Pasco, Pasco)  | Columna Pasco (Yanacancha, Pasco) |
| 2010      | Unión Minas (Cerro de Pasco, Pasco)                      | Sport Ticlacayán (Ticlacayán, Pasco) | Columna Pasco (Yanacancha, Pasco) |

Otros equipos participantes:
| - Universitario (Yanacancha, Pasco). - Sociedad Tiro 28 de Smelter (Tinyahuarco, Pasco). | - Sport Travieso (Colquijirca, Pasco). - Túpac Amaru (Vicco, Pasco). |

### Liga Superior de Piura
| Temporada | Campeón                               | Subcampeón                            | Tercero                                          |
| --------- | ------------------------------------- | ------------------------------------- | ------------------------------------------------ |
| 2009      | Atlético Grau (Piura, Piura)          | Cultural Locuto (Tambo Grande, Piura) | Unión Deportiva Paita (, Paita)                  |
| 2010      | Atlético Grau (Piura, Piura)          | Cultural Locuto (Tambo Grande, Piura) | Universidad de Piura (Piura, Piura)              |
| 2011      | Petroperu FC (Piura, Piura)           | Estrella Roja (Piura, Piura)          | Deportivo Ignacio Merino (Piura, Piura)          |
| 2012      | Juana & Víctor (Bellavista, Sullana)  | Carlos Concha (La Brea, Talara)       | Cosmos FC (Pariñas, Tarara)                      |
| 2013      | Atlético Grau (Piura, Piura)          | José Olaya (, Paita)                  | Juana & Víctor (Bellavista, Sullana)             |
| 2014      | Atlético Grau (Piura, Piura)          | Jorge Chávez (, Sullana)              | Juana & Víctor (Bellavista, Sullana)             |
| 2015      | Defensor La Bocana (Sechura, Sechura) | Escuela Piuranitos (, )               | Atlético Grau (Piura, Piura)                     |
| 2016      | Atlético Grau (Piura, Piura)          | San Antonio (, )                      | Juana & Víctor (Bellavista, Sullana)             |
| 2017      | San Antonio                           | Juana & Víctor                        | Comerciantes de Chulucanas Melgar de Marcavelica |
| 2018      | San Miguel                            | Juventud Cautivo                      | San Pedro Chanel Juana & Víctor                  |
| 2019      | Juventud Cautivo                      | Sport Estrella                        | Melgar de Marcavelica Juana & Víctor             |
| 2023      | Academia Cristo Rey                   | Semillero Tambogrande                 | Juventud Cautivo                                 |

Otros equipos participantes:
| - Atlético San Martín (Piura, Piura). - Alianza Libertad (Castilla, Piura). - Defensor Malacasí (, Morropón). - Olimpia (La Unión, Piura). | - Juan de Mori (Catacaos, Piura). - Almirante Grau (Pariñas, Tarara). - Atlético Fronterizo (Lancones, Sullana). - Unión Deportivo Tablazo (, Paita). | - Melgar (Marcavelica, Sullana). - Olger Jara (, ). - San Juan (, ). - Comerciantes de Chulucanas (, ). |

### Liga Superior de Puno
| Temporada | Campeón                                             | Subcampeón                                 | Tercero                                  |
| --------- | --------------------------------------------------- | ------------------------------------------ | ---------------------------------------- |
| 2008      | Diablos Rojos (Juliaca, San Román)                  | Franciscano San Román (Juliaca, San Román) | Unión Carolina (Puno, Puno)              |
| 2009      | Franciscano San Román (Juliaca, San Román)          | Unión Carolina (Puno, Puno)                | San Felipe Volante (Caracoto, San Román) |
| 2010      | Unión Fuerza Minera (Putina, San Antonio de Putina) | Alianza Unicachi (, Yunguyo)               | Unión Carolina (Puno, Puno)              |
| 2011      | Club Politécnico (Juliaca, San Román)               | Franciscano San Román (Juliaca, San Román) | Defensor Sandia (Sandia, Sandia)         |
| 2012      | Alfonso Ugarte (Puno, Puno)                         | Deportivo Binacional (Chucuito, Puno)      | Racing (Cuyo Cuyo, Sandia)               |

Otros equipos participantes:
| - ADESA (, Azángaro). - U. Andina Néstor Cáceres Velásquez (Juliaca, San Román). - Municipal (Pomata, Chucuito). | - Real Carolino (Puno, Puno). - Deportivo Chijichaya (Ilave, El Collao). - Alianza Porvenir (, Yunguyo). | - Atlético Estudiantes (, Huancané). - Deportivo Universitario (Puno, Puno). - Huracán San Francisco (, Azángaro). |

### Liga Superior de Tumbes
| Temporada | Campeón                                            | Subcampeón                                | Tercero                                                           |
| --------- | -------------------------------------------------- | ----------------------------------------- | ----------------------------------------------------------------- |
| 2009      | Sport Pampas (, Tumbes)                            | Sporting Pizarro (Tumbes, Tumbes)         | Deportivo Pacífico (Zarumilla, Zarumilla)                         |
| 2010      | Sporting Pizarro (Tumbes, Tumbes)                  | Deportivo Pacífico (Zarumilla, Zarumilla) | Sport Pampas (, Tumbes)                                           |
| 2011      | Sport Buenos Aires (Tumbes, Tumbes)                | Universidad Nacional de Tumbes (, Tumbes) | Deportivo Municipal de Uña de Gato (Papayal, Zarumilla)           |
| 2012      | Sporting Pizarro (Tumbes, Tumbes)                  | Sport Pampas (, Tumbes)                   | Universidad Nacional de Tumbes (, Tumbes)                         |
| 2013      | Sport San Martín (Tumbes, Tumbes)                  | José Chiroque Cielo (, Zarumilla)         | Sport Pampas (, Tumbes)                                           |
| 2014      | José Chiroque Cielo (, Zarumilla)                  | Sporting Pizarro (Tumbes, Tumbes)         | Sport Pampas (, Tumbes) Universidad Nacional de Tumbes (, Tumbes) |
| 2015      | Cristal Tumbes (Tumbes, Tumbes)                    | José Chiroque Cielo (, Zarumilla)         | Defensor San José (Tumbes, Tumbes)                                |
| 2016      | Independiente de Aguas Verdes (, Zarumilla)        | Deportivo 6 de Diciembre (, Tumbes)       | José Chiroque Cielo (, Zarumilla)                                 |
| 2017      | Independiente de Aguas Verdes (, Zarumilla)        | José Chiroque Cielo (, Zarumilla)         | Deportivo 6 de Diciembre (, Tumbes)                               |
| 2018      | José Chiroque Cielo Universidad Nacional de Tumbes |                                           | Sport El Tablazo Independiente de Aguas Verdes                    |
| 2019      | Universidad Nacional de Tumbes                     | Deportivo Ferrocarril                     | Sport Unión                                                       |

Otros equipos participantes años anteriores:
| - Santa Fe (San Jacinto, Tumbes). - Barza SC de Acapulco (Zorritos, Contralmirante Villar). | - Teófilo Cubillas (, Zarumilla). - Unión Deportivo Chulucanas (, Tumbes). |